# Bretby
Bretby est un village du Derbyshire, en Angleterre. Il est situé dans le sud du comté, à la frontière avec le Staffordshire.
Le village abrite le manoir de Bretby Hall, la résidence ancestrale des comtes de Chesterfield. Il figure dans le Domesday Book sous le nom de Bretebi.